# Antoniszki (rejon smorgoński)
Antoniszki − dawniej folwark i zaścianek, obecnie część Stymoni na Białorusi, w obwodzie grodzieńskim, w rejonie smorgońskim, w sielsowiecie Korzenie.

## Historia
W czasach zaborów dobra w gminie Kucewicze, w powiecie oszmiańskim, w guberni wileńskiej Imperium Rosyjskiego. W 1866 roku należały do Czyżów. W 1905 roku folwark liczył 8 mieszkańców, 194 dziesięcin, należał do Czyżów; wieś liczyła 9 mieszkańców, 16 dziesięcin.
W latach 1921–1945 folwark i zaścianek leżały w Polsce, w województwie wileńskim, w powiecie oszmiańskim, w gminie Kucewicze.
W 1931:
- folwark w 1 domu zamieszkiwało 7 osób[3].
- zaścianek w 3 domach zamieszkiwało 20 osób[3].

Wierni należeli do parafii rzymskokatolickiej w Węsławiniętach. Miejscowość podlegała pod Sąd Grodzki w Oszmianie i Okręgowy w Wilnie; właściwy urząd pocztowy mieścił się w Kucewiczach.
Po II wojnie światowej w granicach Związku Sowieckiego. Od 1991 w niepodległej Białorusi.